# Resolutie 1492 Veiligheidsraad Verenigde Naties
Resolutie 1492 van de Veiligheidsraad van de Verenigde Naties werd unaniem door de VN-Veiligheidsraad aangenomen op 18 juli 2003.

## Achtergrond
In Sierra Leone waren al jarenlang etnische spanningen tussen verschillende bevolkingsgroepen. In 1978 werd het een eenpartijstaat met een regering die gekenmerkt werd door corruptie en wanbeheer van onder meer de belangrijke diamantmijnen. Intussen was in buurland Liberia al een bloedige burgeroorlog aan de gang, en in 1991 braken ook in Sierra Leone vijandelijkheden uit. In de volgende jaren kwamen twee junta's aan de macht, waarvan vooral de laatste een schrikbewind voerde. Zij werden eind 1998 met behulp van buitenlandse troepen verjaagd, maar begonnen begin 1999 een bloedige terreurcampagne. Pas in 2002 legden ze de wapens neer.

## Inhoud

### Waarnemingen
De situatie in de regio rond de Mano-rivier bleef fragiel, vooral in Liberia. De politie en het leger van Sierra Leone moesten worden versterkt zodat ze zelfstandig voor de veiligheid en stabiliteit konden instaan.
De secretaris-generaal had een rapport ingediend met opties voor de terugtrekking van de UNAMSIL-missie in het land.

### Handelingen
De Veiligheidsraad stemde in met de "aangepaste status quo"-optie die een terugtrekking tegen december 2004 voorstond en de secretaris-generaal werd dan ook gevraagd met deze door te gaan. Ook moest hij na elke fase rapporteren en zou de Raad de gemaakte vooruitgang nauwlettend in de gaten houden.

## Verwante resoluties
- Resolutie 1446 Veiligheidsraad Verenigde Naties (2002)
- Resolutie 1470 Veiligheidsraad Verenigde Naties
- Resolutie 1508 Veiligheidsraad Verenigde Naties
- Resolutie 1537 Veiligheidsraad Verenigde Naties (2004)

Lijst ·  1455 ·  1456 ·  1457 ·  1458 ·  1459 ·  1460 ·  1461 ·  1462 ·  1463 ·  1464 ·  1465 ·  1466 ·  1467 ·  1468 ·  1469 ·  1470 ·  1471 ·  1472 ·  1473 ·  1474 ·  1475 ·  1476 ·  1477 ·  1478 ·  1479 ·  1480 ·  1481 ·  1482 ·  1483 ·  1484 ·  1485 ·  1486 ·  1487 ·  1488 ·  1489 ·  1490 ·  1491 ·  1492 ·  1493 ·  1494 ·  1495 ·  1496 ·  1497 ·  1498 ·  1499 ·  1500 ·  1501 ·  1502 ·  1503 ·  1504 ·  1505 ·  1506 ·  1507 ·  1508 ·  1509 ·  1510 ·  1511 ·  1512 ·  1513 ·  1514 ·  1515 ·  1516 ·  1517 ·  1518 ·  1519 ·  1520 ·  1521